# Chrysobothris ebenina
Chrysobothris ebenina es una especie de escarabajo del género Chrysobothris, familia Buprestidae. Fue descrita científicamente por Théry en 1925.